# Championnats du monde de lutte 1975
Navigation
Édition précédente Édition suivante
Les Championnats du monde de lutte 1975 se sont tenus à Minsk (Union soviétique) du 11 au 18 septembre 1975.

## Podiums

### Hommes

#### Lutte libre
| Catégorie       | Or                           | Argent                        | Bronze                   |
| --------------- | ---------------------------- | ----------------------------- | ------------------------ |
| moins de 48 kg  | Khasan Isaev (BUL)           | Anatoly Kharitonyuk (URS)     | Kim Hwa-kyung (KOR)      |
| moins de 52 kg  | Yūji Takada (JPN)            | Telman Pashayev (URS)         | Dimitar Filipov (BUL)    |
| moins de 57 kg  | Masao Arai (JPN)             | Vladimir Yumin (URS)          | Mikho Dukov (BUL)        |
| moins de 62 kg  | Zyevyegiyn Oydov (MGL)       | Théodule Toulotte (FRA)       | Yang Jung-mo (KOR)       |
| moins de 68 kg  | Pavel Pinigin (URS)          | Tsedendambyn Natsagdorj (MGL) | Ismail Yuseinov (BUL)    |
| moins de 74 kg  | Ruslan Ashuraliyev (URS)     | Mansour Barzegar (IRN)        | Jiichirō Date (JPN)      |
| moins de 82 kg  | Adolf Seger (FRG)            | Ismail Abilov (BUL)           | Vasile Iorga (ROU)       |
| moins de 90 kg  | Levan Tediashvili (URS)      | Horst Stottmeister (GDR)      | Shukri Ahmedov (BUL)     |
| moins de 100 kg | Khorloogiin Bayanmönkh (MGL) | Harald Büttner (GDR)          | Vladimir Gulyutkin (URS) |
| plus de 100 kg  | Soslan Andiyev (URS)         | Roland Gehrke (GDR)           | Heinz Eichelbaum (FRG)   |

#### Lutte gréco-romaine
| Catégorie       | Or                         | Argent                      | Bronze                     |
| --------------- | -------------------------- | --------------------------- | -------------------------- |
| moins de 48 kg  | Vladimir Zubkov (URS)      | Gheorghe Berceanu (ROU)     | Stefan Angelov (BUL)       |
| moins de 52 kg  | Vitaly Konstantinov (URS)  | Bilal Tabur (TUR)           | Baek Seung-hyun (KOR)      |
| moins de 57 kg  | Farhat Mustafin (URS)      | Józef Lipień (POL)          | Pertti Ukkola (FIN)        |
| moins de 62 kg  | Nelson Davidyan (URS)      | Kazimierz Lipień (POL)      | László Réczi (HUN)         |
| moins de 68 kg  | Shamil Khisamutdinov (URS) | Andrzej Supron (POL)        | Binyo Chifudov (BUL)       |
| moins de 74 kg  | Anatoliy Bykov (URS)       | Yanko Shopov (BUL)          | Mihály Toma (HUN)          |
| moins de 82 kg  | Anatoly Nazarenko (URS)    | Ion Enache (ROU)            | Adam Ostrowski (POL)       |
| moins de 90 kg  | Valeriy Rezantsev (URS)    | Stoyan Nikolov (BUL)        | Fred Theobald (FRG)        |
| moins de 100 kg | Kamen Goranov (BUL)        | Fredi Albrecht (GDR)        | Andrzej Skrzydlewski (POL) |
| plus de 100 kg  | Aleksandar Tomov (BUL)     | Oleksandr Kolchynskyy (URS) | Roman Codreanu (ROU)       |

## Tableau des médailles
| Rang  | Nation               | Or | Argent | Bronze | Total |
| ----- | -------------------- | -- | ------ | ------ | ----- |
| 1     | Union soviétique     | 12 | 4      | 1      | 17    |
| 2     | Bulgarie             | 3  | 3      | 6      | 12    |
| 3     | Mongolie             | 2  | 1      | 0      | 3     |
| 4     | Japon                | 2  | 0      | 1      | 3     |
| 5     | Allemagne de l'Ouest | 1  | 0      | 2      | 3     |
| 6     | Allemagne de l'Est   | 0  | 4      | 0      | 4     |
| 7     | Pologne              | 0  | 3      | 2      | 5     |
| 8     | Roumanie             | 0  | 2      | 2      | 4     |
| 9     | France               | 0  | 1      | 0      | 1     |
| 9     | Iran                 | 0  | 1      | 0      | 1     |
| 9     | Turquie              | 0  | 1      | 0      | 1     |
| 12    | Corée du Sud         | 0  | 0      | 3      | 3     |
| 13    | Hongrie              | 0  | 0      | 2      | 2     |
| 14    | Finlande             | 0  | 0      | 1      | 1     |
| Total | Total                | 20 | 20     | 20     | 60    |